# João Carlos (football, 1982)
Pour les articles homonymes, voir João Carlos.
João Carlos Pinto Chaves dit João Carlos, né le 1er janvier 1982 à Realengo, Rio de Janeiro, est un footballeur brésilien. Il évolue comme défenseur à Al-Jazira Club.

## Palmarès
- Champion de Bulgarie en 2003 avec le CSKA Sofia
- Vainqueur de la Coupe de Belgique en 2009 avec le KRC Genk
- Championnat des Émirats arabes unis en 2017